# Saccopteryx canescens
Saccopteryx canescens là một loài động vật có vú trong họ Dơi bao, bộ Dơi. Loài này được Thomas mô tả năm 1901.